# Rivolta della brigata Catanzaro
La rivolta della brigata Catanzaro, avvenuta il 15 luglio 1917 a Santa Maria La Longa, fu il più grave episodio di ammutinamento all'interno del Regio Esercito durante la prima guerra mondiale e l'unico in cui sia avvenuta una vera e propria rivolta organizzata.

## Antefatti
La brigata Catanzaro, composta da due reggimenti, il 141° ed il 142°, era un'unità che si era distinta nei combattimenti dal suo dispiegamento nel luglio del 1915. Durante la terza battaglia dell'Isonzo, sul monte San Michele, tra il 17 e il 26 ottobre 1915 perse quasi la metà degli effettivi. Impiegata duramente sul Carso, durante la Strafexpedition il 141º Reggimento subì gravi perdite, ad esempio il 3 giugno 1916 perse, in un solo giorno, il 38% degli effettivi, con 333 morti.

### La decimazione dellaCatanzaro
Nel maggio del 1916 la brigata Catanzaro subì il primo caso di decimazione della storia dell'esercito italiano. Il 26 maggio 1916 mentre due battaglioni del 141º reggimento tenevano la prima linea sul Monte Mosciagh sull'altopiano d'Asiago, il terzo più uno del 142º Reggimento stavano nelle immediate retrovie, ai piedi del monte, pronti al rinforzo della linea in caso di attacco. Verso le sette di sera, in concomitanza con una forte grandinata, gli austriaci attaccarono la linea italiana. Presi di sorpresa, i soldati si ritirarono verso le seconde linee e alcuni sbandarono nei boschi circostanti. Il giorno dopo la Brigata venne mandata in riposo a Santa Maria la Longa, quando si sparse la notizia che sarebbe stata mandata di nuovo in prima linea per contrattaccare. Ne scaturì una protesta che si tramutò in vera e propria rivolta la sera del 15 luglio. Partì dai soldati del 141° e si estese anche a quelli del 142°, con scontri a fuoco con fucili e bombe a mano. A sedare la rivolta fu inviata una compagnia di Carabinieri e si registrarono una decina di morti e una trentina di feriti. Tra gli 86 arrestati furono fucilati, due giorni dopo, il 28 maggio, i quattro più alti in grado (un sottotenente e tre sergenti) e otto soldati estratti a sorte, su ordine del comandante del reggimento, il colonnello Attilio Thermes, gli altri furono sottoposti a corte marziale. I fucilati furono gettati in una foiba sulle pendici del monte Sprunk, dove il reggimento si era ritirato sotto la pressione dell'offensiva austriaca. La corte ne assolse sette poiché appurò che non avevano partecipato alla rivolta, questi soldati erano tra quelli scampati al sorteggio. Gli altri vennero condannati a due soli anni di reclusione, in quanto la corte marziale giudicò che avessero agito sotto momentanea infermità mentale. 
Thermes ricevette un encomio da parte di Cadorna, dall'inizio delle ostilità, pubblicato nell'Ordine del giorno del 22 giugno 1916.
Le fucilazioni sommarie senza processo, frequenti durante la prima guerra mondiale all'interno del Regio esercito, furono numerose anche negli altri eserciti belligeranti (non sono compresi gli imperi orientali, ottomano e russo, dove i dati relativi alle esecuzioni non sono disponibili), mentre le decimazioni furono una prerogativa solo italiana. Dopo l'episodio della 141ª, Cadorna istituzionalizzò le decimazioni con una circolare del primo novembre 1916, prescrivendola per i reati più gravi, qualora non fosse stato possibile identificare i responsabili. Almeno altri sette casi di decimazioni sono state accertate negli anni di guerra.
Nell'inverno 1916-17 la brigata assistette alla fucilazione sommaria di un soldato accusato di diserzione. Ai primi di giugno, mentre il 142º reggimento della Catanzaro si accingeva a ripartire per la prima linea, i soldati si ribellarono urlando e sparando in aria. L'immediato intervento degli ufficiali riportò immediatamente la calma. Per questa breve rivolta, un soldato venne processato dalla corte marziale e condannato a morte, ma, in cambio dei nomi di presunti sobillatori, ottenne il rinvio della pena. L'autorità militare, per individuare con certezza i soldati che incitavano i compagni alla rivolta, inserì nella brigata carabinieri in veste di soldati di fanteria.Il 14 luglio 1917, il giorno precedente alla rivolta, i carabinieri infiltrati nelle compagnie furono ritirati poiché era stata scoperta la loro vera identità. Il comando di brigata affidò ai carabinieri, con rinforzi di cavalleggeri, il compito di sedare l'ammutinamento ed effettuare nove arresti fra i soldati l'indomani mattina.

## La rivolta dellaCatanzaro
La sera del 15 luglio 1917 la brigata Catanzaro era di stanza a Santa Maria La Longa per un periodo di riposo dopo 40 giorni in prima linea sul fronte del Carso contro le fortificazioni dell'Ermada. Il 141º reggimento e il 142° ricevettero, a sera, l'ordine che gli annunciava l'immediato ritorno in linea. I soldati, provati dalla durezza degli scontri, si ribellarono armati, sparando contro gli alloggiamenti degli ufficiali, uccidendone alcuni.
I soldati ribelli si impossessarono di tre mitragliatrici e solo l'intervento di ingenti forze, carabinieri, cavalleggeri e una sezione d'artiglieria mobile, riportarono l'ordine al mattino, arrestando i soldati ribelli. Il bilancio della notte di rivolta ammonta 3 ufficiali e 4 carabinieri uccisi. Durante la rivolta alcuni soldati spararono contro la villa della famiglia Colloredo, che abitualmente ospitava Gabriele D'Annunzio, in quel momento assente poiché presso un campo d'aviazione per preparare una nuova missione.
La mattina dopo, 28 soldati, di cui 12 sorteggiati all'interno della 6ª compagnia del 142°, furono fucilati contro il muro del cimitero. La responsabilità per la decimazione della 6ª compagnia fu assunta direttamente dal comandante del VII corpo d'armata, il generale Adolfo Tettoni, mentre per quei soldati ribelli colti in flagrante, appartenenti ad entrambi reggimenti, 141° e 142°, l'ordine fu dato dal comandante della 45ª divisione, generale Galgani. I superstiti furono tradotti in prima linea, sotto scorta armata ma, durante il tragitto, alcuni gettarono le munizioni, venendo puniti con altre 10 fucilazioni sommarie.
Fra i superstiti, 132 soldati vennero inviati successivamente a corte marziale, che comminò 4 condanne a morte, eseguite nel settembre dello stesso anno.
Le cause della rivolta, per il comandante della III armata, il Duca D'Aosta, erano da ricercare nello scontento dei soldati della brigata Catanzaro per il prolungato impiego sul fronte del Carso e per la disparità di trattamento rispetto ad altre brigate che usufruivano di turni al fronte più agevoli; il rapporto sugli stessi eventi del comandante del VII corpo, generale Tettoni, imputava invece alla propaganda socialista ed ai giornali che riportavano le notizie dalla Russia le principali cause della rivolta. Entrambi consideravano una delle cause minori la soppressione delle licenze per i soldati siciliani, numerosi nella brigata, dovuta all'alto numero di disertori nell'isola.